# Ringer (série télévisée)
Pour les articles homonymes, voir Ringer.
Ringer est une série télévisée américaine en 22 épisodes de 42 minutes créée par Eric C. Charmelo et Nicole Snyder, et diffusée entre le 13 septembre 2011 et le 17 avril 2012 sur The CW et sur le réseau Global au Canada.
Au Québec, la série a été diffusée depuis le 20 août 2012 sur Ztélé, et en France, du 16 septembre 2012 au 4 novembre 2012 sur Téva puis entre le 29 mai 2013 et le 10 juillet 2013 sur M6. Elle reste inédite en Suisse et en Belgique.

## Synopsis
Bridget, ex-toxicomane, assiste à un meurtre dans le club de striptease où elle travaille.
Elle se retrouve alors témoin-clé dans le procès contre le meurtrier, Bodaway Macawi, son patron, qui encourt la peine de mort. Placée sous protection policière, Bridget panique et prend la fuite le matin du procès. Elle part à New York, dans l'East Hampton, où vit sa sœur jumelle Siobhan. Fâchées depuis plusieurs années, les retrouvailles secrètes semblent bien se passer mais, peu de temps après, Siobhan se suicide.
Bridget, unique témoin de cette scène, voit là une occasion de s'en sortir. Elle décide alors de prendre l'identité de sa défunte sœur afin d'échapper au FBI et aux représailles de son ancien patron libéré sous faute de preuves. Tout en cachant son usurpation d'identité, Bridget découvre que sa jumelle a aussi de nombreux secrets. Très vite, elle se rend compte que la vie de Siobhan n'était pas aussi parfaite qu'elle l'avait imaginée. Lorsque Bridget se fait agresser, elle se rend compte que prendre la personnalité de Siobhan est tout aussi dangereux que la vie à laquelle elle essaye d'échapper. Il semble que sa sœur n'avait pas que des amis.
Bridget se retrouve donc traquée sur deux fronts ; pour sauver sa peau elle doit maintenant essayer de résoudre le mystère et découvrir qui essaie de tuer Siobhan et pourquoi, tout en gardant son identité secrète aux yeux des proches de sa défunte sœur jumelle. À moins que cette dernière ne soit toujours en vie et qu'un plan encore plus machiavélique ne soit déjà en place…

## Distribution

### Acteurs principaux
- Sarah Michelle Gellar (VF : Claire Guyot) : Bridget Kelly / Siobhan Martin
- Kristoffer Polaha (VF : Guillaume Lebon) : Henry Butler
- Ioan Gruffudd (VF : Xavier Fagnon) : Andrew Martin
- Nestor Carbonell (VF : Antoine Tomé) : Victor Machado
- Mike Colter (VF : Éric Aubrahn) : Malcolm Ward (17 épisodes)

### Acteurs récurrents
- Zoey Deutch (VF : Jessica Barrier) : Juliet Martin (18 épisodes)
- Jason Dohring (VF : Charles Pestel) : M. Carpenter (9 épisodes)
- Justin Bruening (VF : Anatole de Bodinat) : Tyler Barrett (9 épisodes)
- Jaime Murray (VF : Juliette Degenne) : Olivia Charles (9 épisodes)
- Andrea Roth (VF : Rafaèle Moutier) : Catherine Martin (9 épisodes)
- Tara Summers (VF : Stéphanie Lafforgue) : Gemma Butler (8 épisodes)
- Billy Miller (VF : Tanguy Goasdoué) : Charlie Young / John Delario (8 épisodes)
- Zahn McClarnon (VF : Jean-Pascal Quilichini) : Bodaway Macawi (8 épisodes)
- Gage Golightly (VF : Olivia Luccioni) : Tessa Banner (7 épisodes)
- Darren Pettie (VF : Éric Peter) : Inspecteur Jimmy Kemper (6 épisodes)
- Sean Patrick Thomas : Solomon Vessida (6 épisodes)
- Maximiliano Hernández (VF : Luc Boulad) : Inspecteur Towers (5 épisodes)
- Gregory Harrison : Tim Arbogast (5 épisodes)
- Noah Watts (en) : Daniel Eknath (5 épisodes)
- Meagan Holder (en) : Claudine (5 épisodes)
- Nikki Deloach (VF : Adeline Moreau) : Shayenne Briggs (3 épisodes)
- Emily Swallow (VF : Hélène Bizot) : Inspecteur Elizabeth Saldana (3 épisodes)
- Matthew Del Negro : Agent Grady Torrance (3 épisodes)
Version française
Société de doublage : East West Production[6]
Direction artistique : Blanche Ravalec[6],[7]
Adaptation des dialogues : Carsten Toti

 Source et légende : version française (VF) sur RS Doublage  et Doublage Séries Database

Photos des acteurs
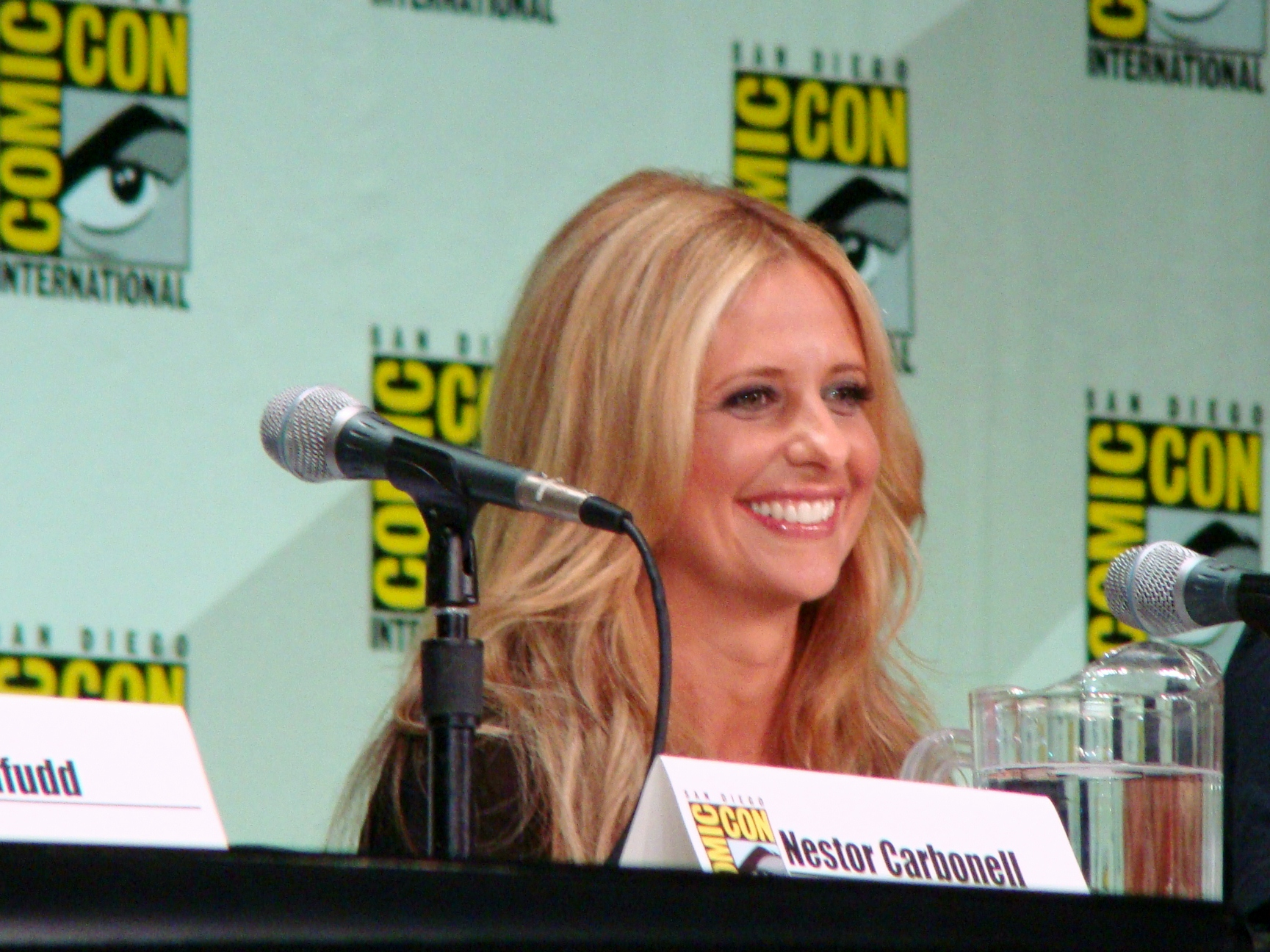
Sarah Michelle Gellar dans le rôle de Bridget Kelly / Siobhan Martin
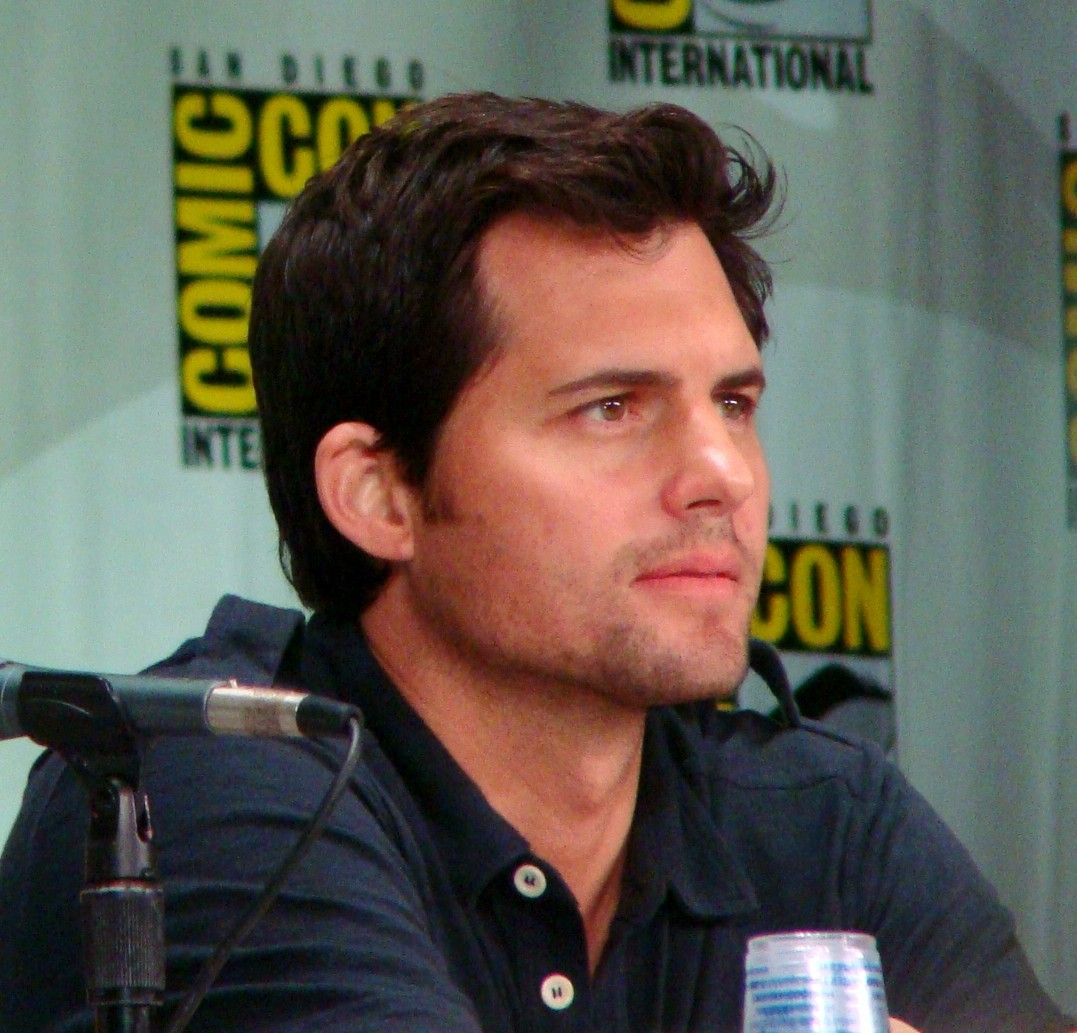
Kristoffer Polaha dans le rôle de Henry Butler
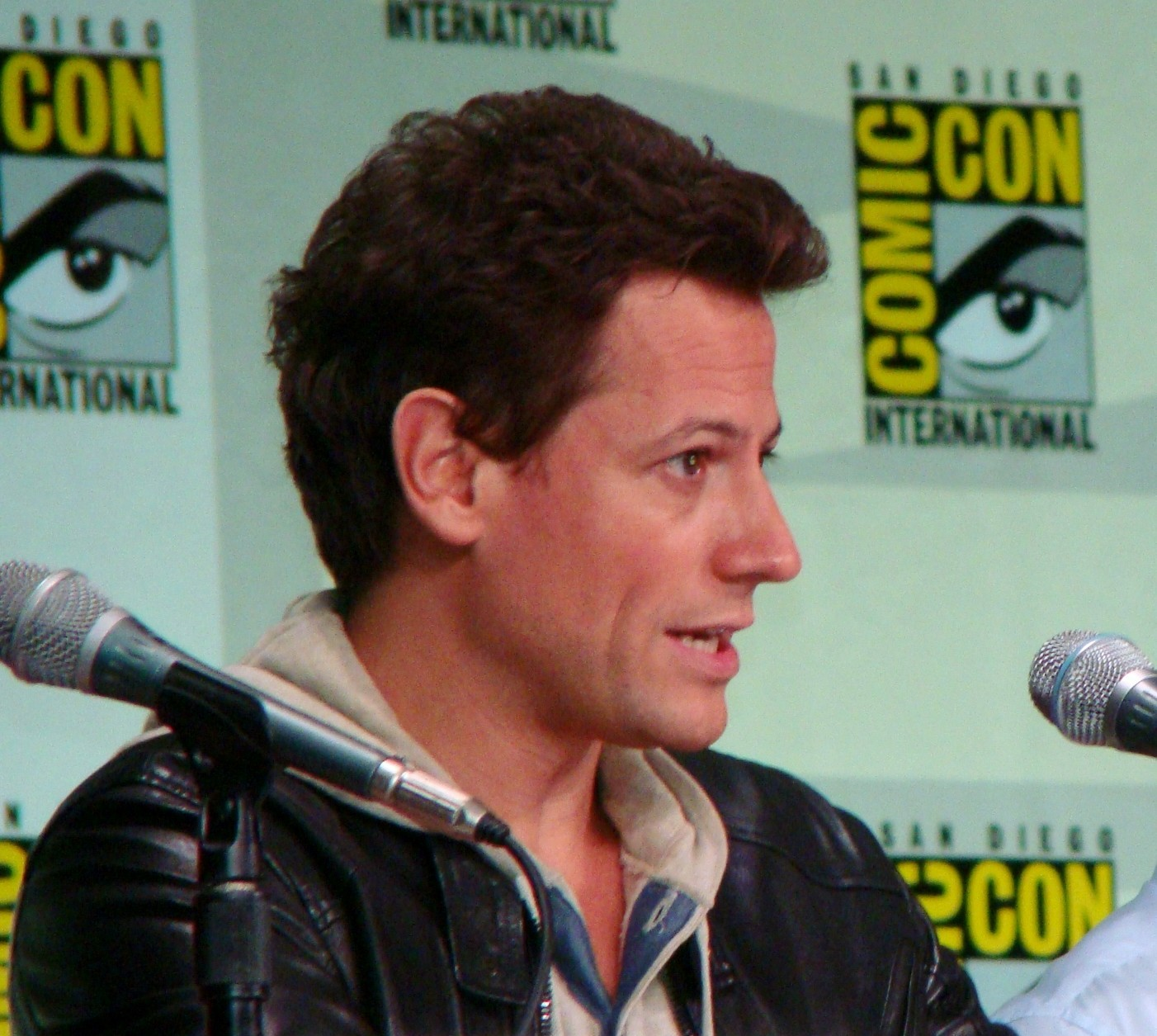
Ioan Gruffudd dans le rôle d'Andrew Martin
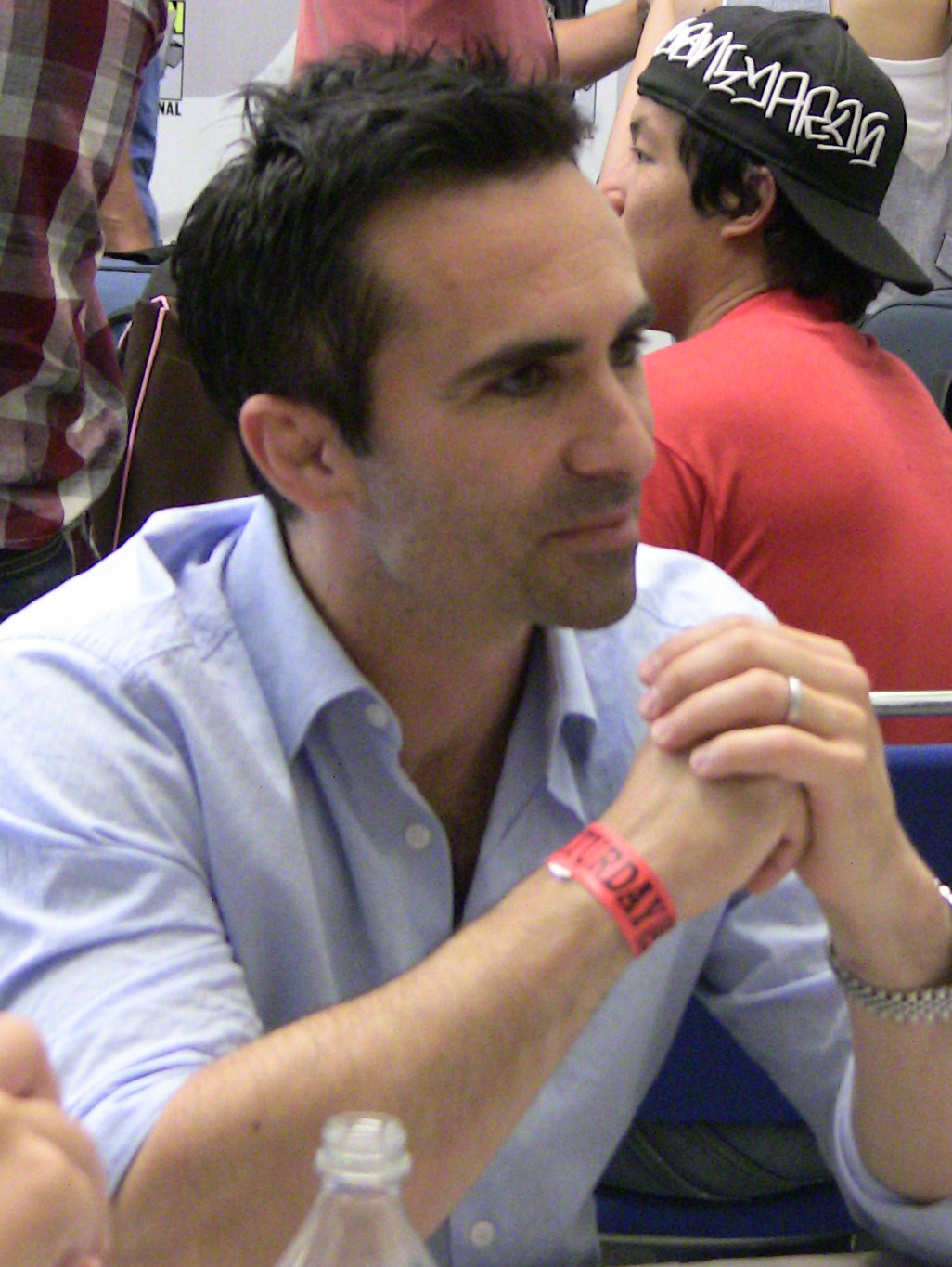
Nestor Carbonell dans le rôle de Victor Machado
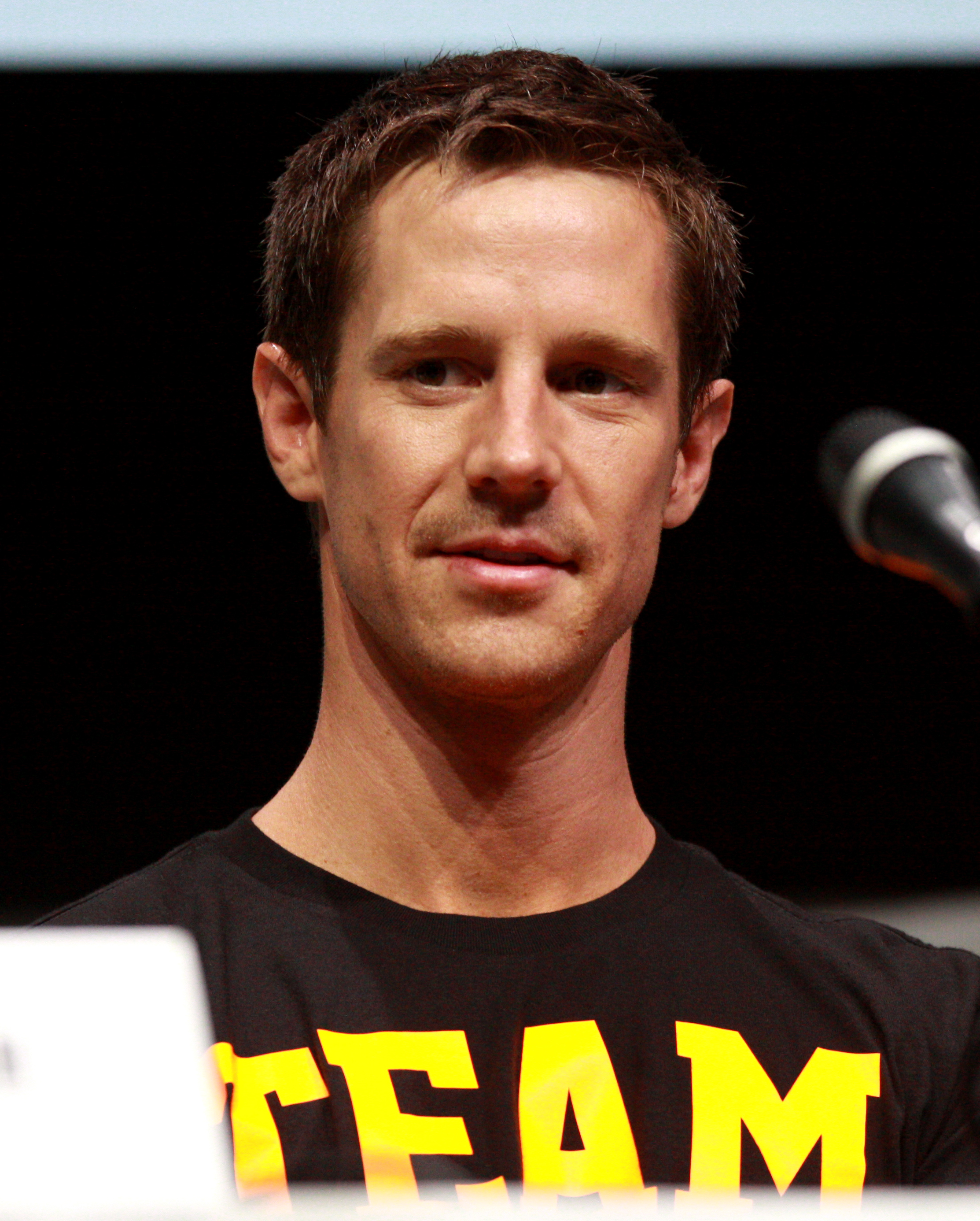
Jason Dohring dans le rôle de M. Carpenter
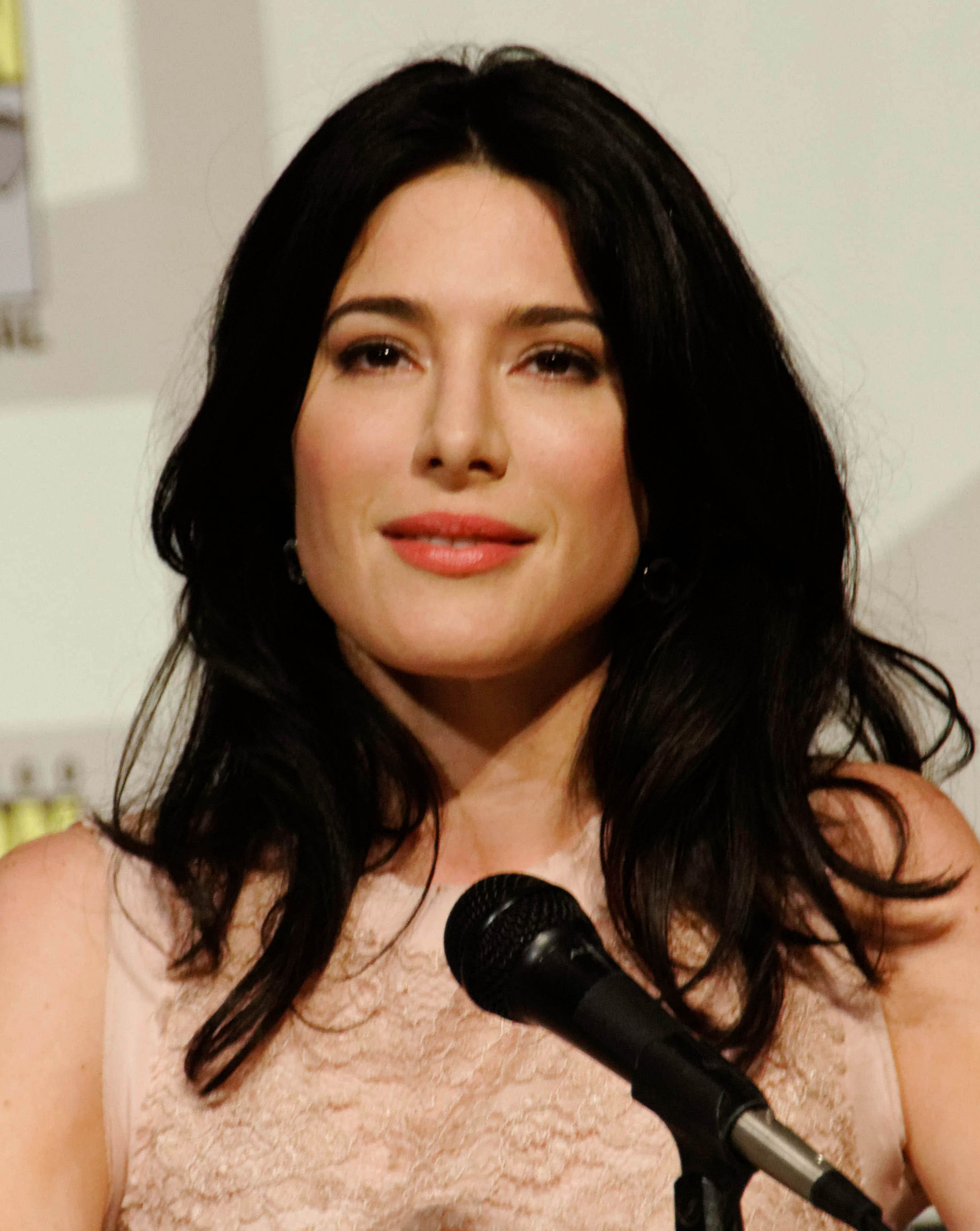
Jaime Murray dans le rôle d'Olivia Charles
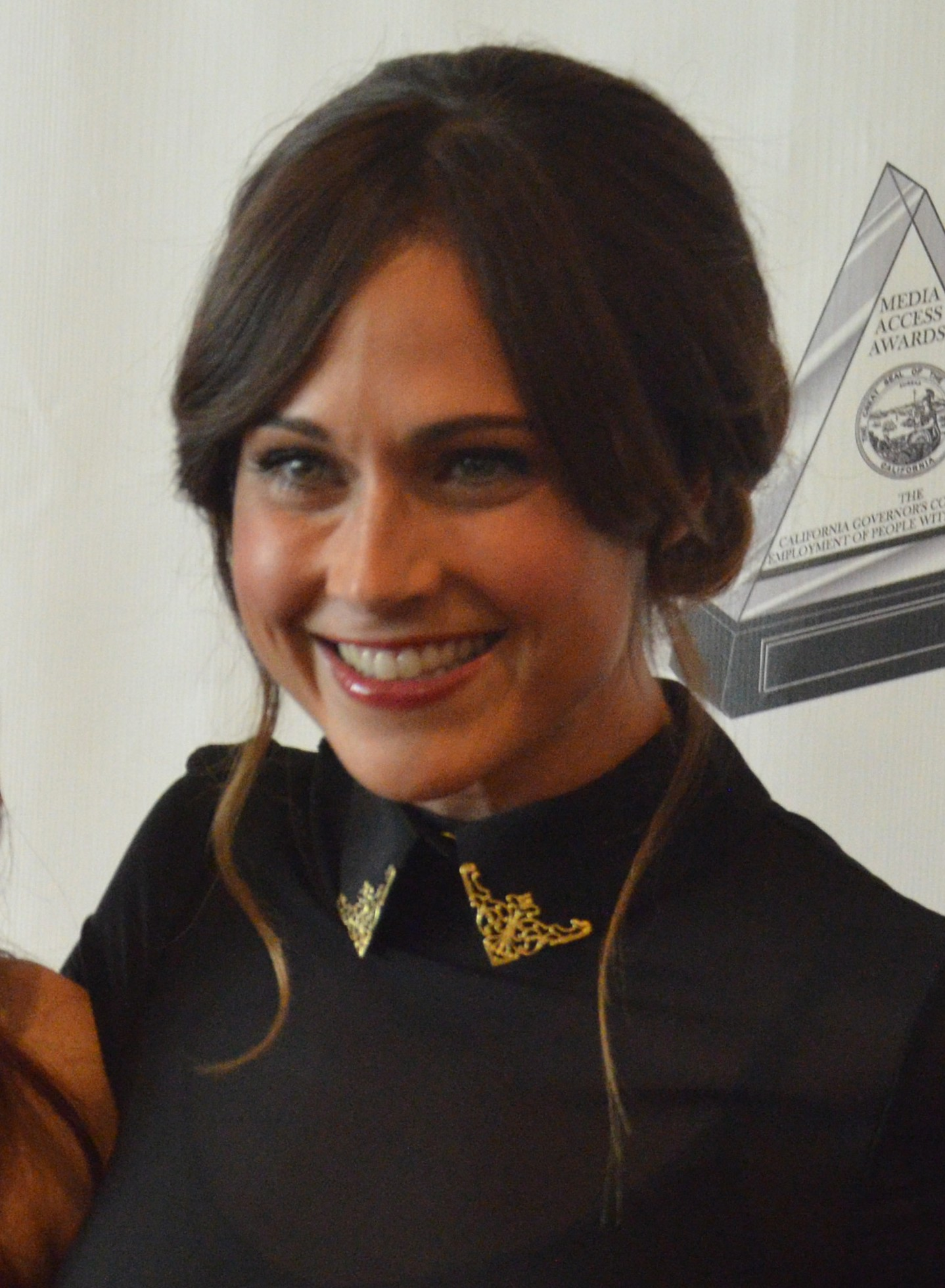
Nikki DeLoach dans le rôle de Shayenne Briggs

## Production

### Développement

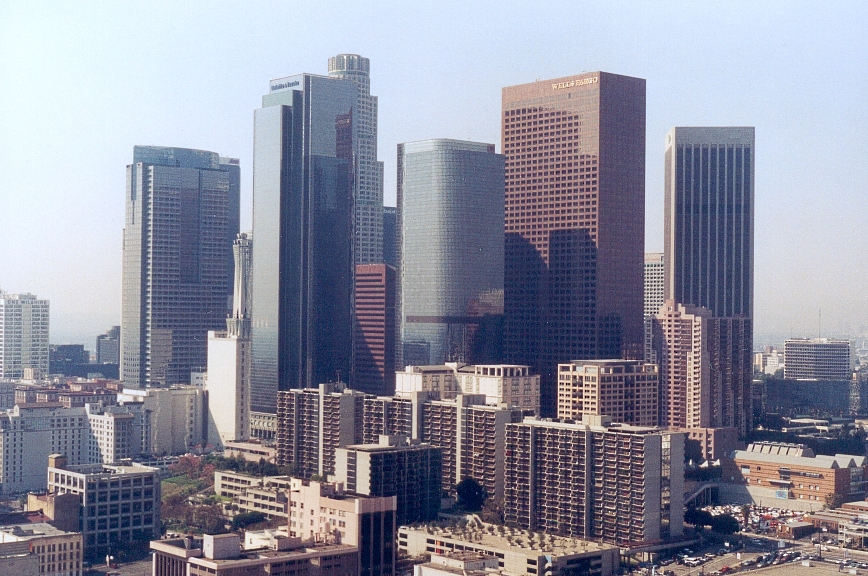
Centre-ville de Los Angeles, lieu de tournage de la série

Le 14 janvier 2011, CBS commande le pilote de la série avec Sarah Michelle Gellar en tête d'affiche,.
Après le casting principal et le tournage du pilote, c'est The CW, une chaîne du même groupe, qui fait l'acquisition de la série à la mi-mai.
L'épisode pilote est réalisé par Richard Shepard, principalement connu pour ses participations dans les séries Esprits criminels et Ugly Betty, et est coécrit par Eric Charmelo et Nicole Snyder. Jay Faerber est choisi en tant que scénariste. Guy Norman Bee et Jeff T. Thomas réaliseront également quelques épisodes de la série. Sarah Michelle Gellar, actrice principale de la série, en est également productrice exécutive avec Peter Traugott, de Brillstrein Entertainment Partners, et Pam Veasey.
Le 12 octobre 2011 la CW a commandé neuf épisodes supplémentaires, portant la série à 22 épisodes.
Le 11 mai 2012, et après la diffusion des 22 épisodes composant la première saison, la CW annonce officiellement l'annulation de la série, faute d'audience.

### Casting
En janvier 2011, la participation de Sarah Michelle Gellar au casting est annoncée. Par la suite, les acteurs Kristoffer Polaha, Ioan Gruffudd, Nestor Carbonell et Mike Colter rejoignent la distribution de la série.
L'actrice Caitlin Custer qui devait initialement interpréter le rôle de Juliet Martin, est remplacée par Zoey Deutch. En juillet 2011, l'actrice Jaime Murray obtient le rôle d'Olivia Charles. En août 2011, Justin Bruening, Billy Miller et Jason Dohring décrochent également un rôle dans la série. En octobre 2011, l'actrice Amber Benson (Buffy contre les vampires) obtient un rôle le temps d'un épisode.
Le 10 novembre 2011, l'acteur Misha Collins (Supernatural) est invité pour un épisode.

## Fiche technique
Sauf indication contraire, les informations mentionnées dans cette section peuvent être confirmées par la base de données cinématographiques IMDb,  présente dans la section « Liens externes ».
- Titre original : Ringer
- Création : Eric C. Charmelo et Nicole Snyder
- Réalisation : Richard Shepard (épisode pilote), Guy Norman Bee et Jeff T. Thomas
- Scénario : Eric C. Charmelo et Nicole Snyder (épisode pilote), Jay Faerber
- Direction artistique : Mylene Santos
- Décors : Lester Cohen
- Costumes : Michael Clancy
- Photographie : Sarah Cawley
- Montage : Byron Smith
- Musique : Gabriel Mann
- Casting : Mark Saks
- Production : Peter Traugott, Pam Veasey
  - Production exécutive : Eric C. Charmelo, Nicole Snyder et Sarah Michelle Gellar
- Sociétés de production : Brillstein Entertainment Partners, CBS Television Studios et Warner Bros. Television
- Société(s) de distribution (télévision) : The CW Television Network
- Pays d'origine :  États-Unis
- Langue originale : anglais
- Format : Couleur - 1,78 : 1 - son Dolby Digital
- Genre : Film noir, dramatique, thriller
- Durée : 40 minutes

## Diffusion internationale

### En version originale
- États-Unis : à partir du 13 septembre 2011 sur The CW
- Canada : à partir du 16 septembre 2011 sur Global
- Royaume-Uni : à partir de septembre 2011 sur Sky Living

### En version française
- France : Le 16 septembre 2012 sur Téva et le 29 mai 2013 sur M6
- Québec : à partir 20 août 2012 sur Ztélé[2]

## Épisodes
1. Comme un miroir (Pilot)
2. Un secret bien gardé (She's Running Everything)
3. Confiance aveugle (If You Ever Want a French Lesson…)
4. Joyeux anniversaire (It's Gonna Kill Me, But I'll Do It)
5. Les Âmes blessées (A Whole New Kind of Bitch)
6. Sans laisser de trace (Poor Kids Do It Everyday)
7. Cavale (Oh Gawd, There's Two of Them?)
8. Une main tendue (Maybe We Should Get a Dog Instead)
9. Le Mauvais Samaritain (Shut Up and Eat Your Bologna)
10. Matador (That's What You Get for Trying to Kill Me)
11. Qui es-tu ? (It Just Got Normal)
12. Double Une (What Are You Doing Here, Ho-Bag?)
13. Jeu de piste (It's Easy to Cry When This Much Cash Is Involved)
14. Il y a sept ans… (Whores Don't Make That Much)
15. L'Arnaque  (P.S. You're An Idiot)
16. Le Système de Ponzi (You're Way Too Pretty to Go to Jail)
17. Esprit de vengeance (What We Have Is Worth the Pain)
18. Le Mystère de la tour (That Woman's Never Been a Victim Her Entire Life)
19. La Mort aux trousses (Let's Kill Bridget)
20. Blondes vénéneuses (If You're Just An Evil Bitch Then Get Over It)
21. Otages de la folie (It's Called Improvising, Bitch!)
22. La Fin du conte de fées (I'm the Good Twin)

## Univers de la série

### Les personnages

#### Personnages principaux
Bridget Kelly
Sœur jumelle de Siobhan Martin, stripteaseuse dans l'état du Wyoming, elle est célibataire et sort d'une période de dépendance aux drogues. Elle a été le seul témoin d'un meurtre et, se sentant en danger de mort, elle prendra la place de sa sœur à la disparition de cette dernière.
Siobhan Martin
Sœur jumelle de Bridget Kelly, elle est l'épouse d'Andrew Martin et maîtresse d'Henry Butler. Elle accueille sa sœur à New York après la fuite de celle-ci mais finit par disparaître lors d'une sortie en bateau, laissant penser à tous qu'elle s'est suicidée.
Henry Butler
Mari de Gemma et amant de Siobhan, il est écrivain et, tout comme le reste de l'entourage de Siobhan, il ignore l'existence de Bridget.
Andrew Martin
Mari de Siobhan, il dirige l'entreprise Martin/Charles avec Olivia Charles. Il ignore l'existence de Bridget au début de la série et ses relations avec sa femme sont extrêmement tendues.
Victor Machado
Agent du FBI à Rock Springs dans le Wyoming, il est à la recherche de Bridget et tente de la retrouver à New York.
Malcolm Ward
Malcolm est un ami et parrain de Bridget aux Narcotiques anonymes dans le Wyoming. Il est le seul sur qui Bridget puisse compter et est au courant de son secret. Il la retrouvera à New York quelques semaines après le début de la supercherie de son amie.

#### Personnages récurrents
Gemma Butler
Meilleure amie de Siobhan, elle est la femme d'Henry, avec qui elle a deux garçons. Elle est architecte et sera la première à découvrir le mensonge de Bridget ainsi que la tromperie de son mari.
Juliet Martin
Juliet est la fille d’Andrew et de Catherine. Elle est une adolescente rebelle qui déteste sa belle-mère Siobhan mais a également des problèmes d'addiction à l'alcool et à la drogue.
Mary Curtis
Mary Curtis est une amie de Bridget, elle est stripteaseuse.
Charlie / John Delario
Il rencontre Bridget pendant une réunion des Alcooliques anonymes à New York et devient son « parrain ». Dans l'ombre, il complote avec Siobhan qui envoie ses ordres depuis Paris.
M. Carpenter
Il est professeur au lycée de Juliet. Elle semble avoir un faible pour lui et ils finiront par monter une arnaque ensemble.
Tyler
Hommes d'affaires, il a une liaison avec Siobhan qu'il a rencontrée à Paris.
Bodaway Macawi
Il est propriétaire du club de striptease dans lequel travaille Bridget. Il tentera de la retrouver et de la tuer après avoir appris qu'elle avait assisté au meurtre qu'il a commis.
Olivia
L'associée d'Andrew, elle est un vrai requin de la finance et manipule tout le monde. Elle fera chanter Henry après avoir découvert la liaison de celui-ci avec Siobhan.
Greer Sheridan
Une ancienne amie de Siobhan.
Catherine
L'ex-femme d'Andrew et mère de Juliet. Elle déteste Siobhan et, tout comme sa fille, a quelques problèmes d'alcool.
Jason Sheridan
Le mari de Greer.
Dylan
Il a un passé commun avec les deux sœurs.

## Accueil

### Audiences

#### Aux États-Unis
L'audience est très basse pour une série de ce genre. Les Américains n'ont pas accroché avec Ringer, puisqu'au fil des épisodes, l'audimat n'a cessé de chuter, d'où l'annulation d'une seconde saison.

## Commentaires
Tous les épisodes ont pour titre, en version originale, une réplique prononcée par l'un des personnages durant celui-ci.

### Cachet de l'actrice principale
Sarah Michelle Gellar, actrice mais également productrice exécutive de la série, aurait touché 100 000 $ par épisode de la série.